# Stanford (Sudafrica)
Stanford è una cittadina sudafricana situata nella municipalità distrettuale di Overberg nella provincia del Capo Occidentale.

## Geografia fisica
Il piccolo centro abitato sorge lungo il corso del fiume Klein a circa 16 chilometri a est dalla città di Hermanus.